# Horisme marmorata
Horisme marmorata là một loài bướm đêm trong họ Geometridae.